# Gustav Lahmeyer (Lehrer)
Friedrich Gustav Lahmeyer (* 5. Mai 1827 in Hannover; † 8. Januar 1915 in Kassel) war ein deutscher Gymnasiallehrer. Der Klassische Philologe wurde durch seine Schultextausgaben Ciceros bekannt.

## Leben
Gustav Lahmeyer, Sohn des  Organisten und Musiklehrers Johann Friedrich Lahmeyer, besuchte das Lyceum seiner Heimatstadt und studierte ab 1845 in Göttingen Klassische Philologie. 1848 gehörte er dort zu den Mitstiftern der Burschenschaft Hannovera. Im Wintersemester 1848/49 schloss er das Studium mit dem Staatsexamen ab und promovierte anschließend zum Dr. phil.
Danach war er Collaborator (vergleichbar einem Studienrat) im höheren Schuldienst und ab 1853 Oberlehrer am Lyceum in Hannover, das er schon als Schüler besucht hatte. Er begann eine schnelle Karriere als Gymnasiallehrer und Schulrat. Bereits 1856 wurde er Konrektor am Gymnasium Johanneum Lüneburg, 1866 Direktor am Gymnasium Lingen und zwei Jahre später Direktor am Gymnasium Andreanum in Hildesheim. 1869 gehörte er der ersten hannoverschen Landessynode an.
1873 wurde er zum Provinzialschulrat für Schleswig-Holstein und zum Direktor der Wissenschaftlichen Prüfungskommission für das höhere Lehramt in Kiel ernannt. Als man diese Behörden 1879 in die Stadt Schleswig verlegte, zog er dorthin. 1882 gehörte er der zweiten Gesamtsynode in Schleswig-Holstein an. 1883 erfolgte Lahmeyers Versetzung an das Provinzial-Schulkollegium für die Provinz Hessen-Nassau in Kassel. Im Jahr darauf übernahm er dort zugleich die Stelle des Direktors des Pädagogischen Seminars für höhere Schulen dieser Provinz. 1898 wurde er außerdem Direktor des Prüfungsamtes für Kandidaten des höheren Lehramtes der Provinz Hessen-Nassau in Marburg. 1901 wurde Lahmeyer zum „Wirklichen Geheimen Oberregierungs- und -schulrat“ und zum Direktor des Provinzial-Schulkollegiums in Kassel ernannt. Er trat 1904 im hohen Alter von 77 Jahren in den Ruhestand.
Lahmeyer ist als Herausgeber von Schulbüchern mit Texten von Cicero beim B. G. Teubner Verlag (Leipzig 1857, 1862, 1866) bekannt geworden. 

## Ehrungen
- 1888 Verleihung des Titels eines Geheimen Regierungsrates
- 1899 D. theol. h. c. der Universität Kiel
- 1904 Ehrenmitglied des Provinzial-Schulkollegiums Hessen-Nassau
- 1907 Roter Adlerorden 2. Klasse (mit Brillanten anlässlich seines 80. Geburtstages)

## Veröffentlichungen (Auswahl)
- De libelli Plutarchei qui de malignitate Herodoti inscribitur et auctoritate et auctore, „Typis et impensis Dieterichianis“. Dieterich’sche Verlagsbuchhandlung, Göttingen 1848 (Dissertation).
- Orationis de Haruspicum Responso Habitae Originem Tullianam. Göttingen 1850 (Digitalisat).
- M. Tullii Ciceronis Ad T. Pomponium Atticum de senectute liber qui inscribitur Cato Maior für den Schulgebrauch erklärt. Teubner, Leipzig 1857 (Digitalisat).
- M. Tullii Ciceronis de amicitia liber, qui inscribitur Laelius, für den Schulgebrauch erklärt. Teubner, Leipzig 1862.
- M. Tullii Ciceronis Cato Maior de Senectute. Teubner, Leipzig 1866, 4. Auflage 1877 (Digitalisat).
- Die Einweihung des neuen Schulgebäudes [des königl. Andreanums]. Hildesheim 1870.